# Linux虚拟服务器
Linux虛擬服务器（Linux Virtual Server，LVS）是一個虛擬的服务器集群系统，用于实现负载平衡。项目在1998年5月由章文嵩成立，是中国国内最早出现的自由软件项目之一。

## 目标

维基媒体基金会对LVS的使用

- 使用集群技术和Linux操作系统实现一个高性能、高可用的服务器。
- 很好的可伸缩性。
- 很好的可靠性。
- 很好的可管理性。
- 目前已是Linux內核的一部分，可通過ipvsadm管理LVS。